# Cluse de Vérone

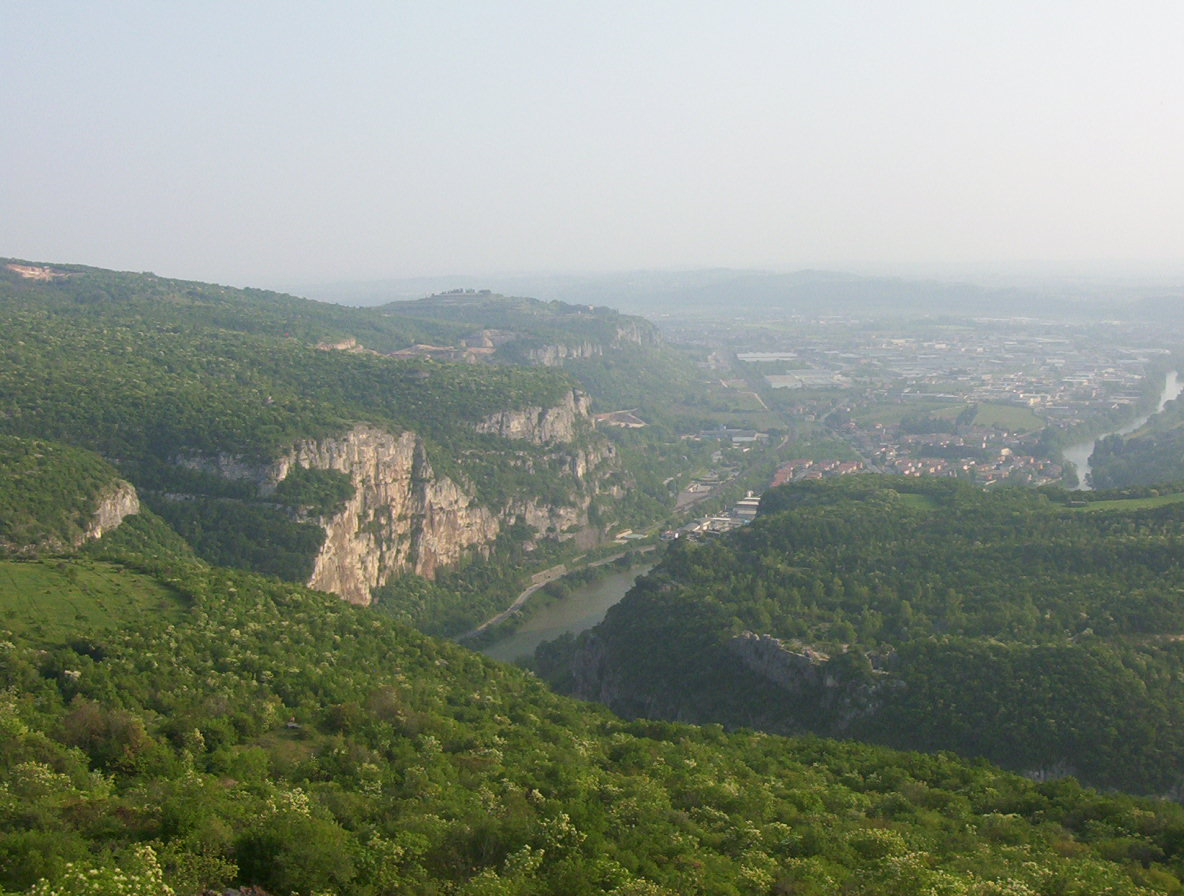
La cluse de Vérone vue en direction sud depuis le.

La cluse de Vérone (en italien Chiusa di Verona) est une gorge formée par l'Adige à 18 km au nord-ouest de Vérone. Elle est traversée par la route SS12 et la ligne de chemin de fer du Brenner.
La cluse de Vérone a joué un rôle militaire important durant plusieurs guerres. Elle a connu des combats dès l'antiquité pendant la guerre des Cimbres. En 1155, Othon de Wittelsbach prend la vallée pour permettre la retraite de l'empereur Frédéric Barberousse vers l'Allemagne.
En 1226, le blocage de la cluse par une armée de la Ligue Lombarde empêche Frédéric II de tenir la diète d'Empire à Crémone en interdisant le passage du roi des romains Henri II de Souabe et de nombre de princes allemands.
Pendant la Première Guerre mondiale, différents forts sont construits pour contrôler les voies de transports le long de la vallée de l'Adige.

## Sources
- (de) Cet article est partiellement ou en totalité issu de l’article de Wikipédia en allemand intitulé « Veroneser Klause » (voir la liste des auteurs).